# Willy Prager
Willy Prager (23 de mayo de 1877 - 4 de marzo de 1956) fue un actor, director, guionista, libretista y artista de cabaret de nacionalidad alemana.

## Biografía
Nacido en Katowice, en la actual Polonia, inició su carrera artística en 1898 en el berlinés Varieté ‘Quargs’. A ello siguieron en 1909 períodos de trabajo en cabarets como el de Rudolf Nelson Chat Noir, o como el Linden-Cabaret. Antes de la Primera Guerra Mundial trabajó de manera regular en teatros de la capital, entre ellos el Teatro Hebbel y el Deutsches Theater de Berlín dirigido por Max Reinhardt, en el cual tuvo la función de director. Bajo la dirección de Reinhardt, en 1912 encarnó a Kahlbauch en la obra de Frank Wedekind Despertar de Primavera, a Polonio en Hamlet, al tesorero en Fausto, y a Antonio en Mucho ruido y pocas nueces. En el mismo año trabajó con Wedekind interpretando a Krenzl en su obra Der Marquis von Keith. 
A partir de 1925 Willy Prager trabajó en el Cabaret Schall und Rauch, destacando como comediante y cantante de cuplés. Además, escribió los libretos de las operetas Liebe im Schnee, de Ralph Benatzky, Die kleine Sünderin y Die Prinzessin vom Nil, así como el de la revista An alle.
Debutó en el cine bajo la dirección de Reinhardt en Die Insel der Seligen, actuando a partir de entonces de manera esporádica ante las cámaras. Con la llegada del cine sonoro, Prager trabajó en el guion de diversas comedias. Sin embargo, tras la Machtergreifung de los Nazis en 1933, Prager, que era judío, no pudo trabajar en el mundo del espectáculo. Hasta el año 1945, pasó la mayor parte del tiempo escondido en subterráneos. Después volvió al cine y al teatro, actuando por ejemplo en el Teatro Tribüne de Berlóín.
Willy Prager falleció en 1956 en Berlín, Alemania.

## Filmografía (selección)
- 1913 : Die Insel der Seligen
- 1920 : Kohlhiesels Töchter
- 1920 : Die Augen der Welt
- 1926 : Der Jüngling aus der Konfektion
- 1929 : Liebeswalzer
- 1930 : Delikatessen
- 1930 : Das Kabinett des Dr. Larifari
- 1930 : Liebling der Götter
- 1930 : Moritz macht sein Glück (también coguionista)
- 1931 : Das gelbe Haus des King-Fu
- 1931 : Um eine Nasenlänge (solamente coguionista)
- 1931 : Schützenfest in Schilda (también coguionista)
- 1931 : Die Nacht ohne Pause (solamente coguionista)
- 1931 : Eine Nacht im Grandhotel
- 1932 : Aus einer kleinen Residenz
- 1947 : Ehe im Schatten
- 1948 : Morituri
- 1948 : Beate
- 1949 : Schicksal am Berg
- 1949 : Um eine Nasenlänge (guion: junto a Bobby E. Lüthge)
- 1950 : Das kalte Herz